# دانيال فرنك
دانيال فرنك (بالنرويجية البوكمول: Daniel Franck)‏ هو متزلج على الثلوج نرويجي، ولد في 9 ديسمبر 1974 في لورينسكوغ في النرويج.

## وصلات خارجية
- دانيال فرنك على موقع الاتحاد الدولي للتزلج (ركوب لوح الثلج) (الإنجليزية)
- دانيال فرنك على موقع أوليمبيديا (الإنجليزية)
- دانيال فرنك على موقع IMDb (الإنجليزية)
- دانيال فرنك على موقع ميوزك برينز (الإنجليزية)